# Петровский Завод (станция)
Петро́вский Заво́д — железнодорожная станция Забайкальской железной дороги на Транссибирской магистрали.
Расположена в городе Петровск-Забайкальский Забайкальского края на 5784 километре Транссиба. Является передаточной на Восточно-Сибирскую железную дорогу.

## История
Основана в 1900 году.
В 2014 году отменена электричка Улан-Удэ — Петровский Завод. С мая 2017 года возобновлено движение электропоезда Улан-Удэ — Петровский Завод (с мая по октябрь, дважды в неделю).

## Дальнее следование по станции
По графику 2021 года через станцию проходят следующие поезда дальнего следования:

### Круглогодичное движение поездов
| № поезда       | Маршрут движения      | № поезда       | Маршрут движения      |
| -------------- | --------------------- | -------------- | --------------------- |
| 1 "Россия"     | Владивосток — Москва  | 2 "Россия"     | Москва — Владивосток  |
| 7              | Владивосток — Омск    | 8              | Омск — Владивосток    |
| 11             | Владивосток — Самара  | 12             | Самара — Владивосток  |
| 69             | Чита — Москва         | 70             | Москва — Чита         |
| 61             | Владивосток — Москва  | 62             | Москва — Владивосток  |
| 321 "Баргузин" | Забайкальск — Иркутск | 322 "Баргузин" | Иркутск — Забайкальск |

### Сезонное движение поездов
| № поезда | Маршрут движения | № поезда | Маршрут движения |
| -------- | ---------------- | -------- | ---------------- |
| 269      | Чита — Адлер     | 270      | Адлер — Чита     |

## Пригородное сообщение по станции
| № поезда | Маршрут движения            | № поезда | Маршрут движения            |
| -------- | --------------------------- | -------- | --------------------------- |
| 6106     | Петровский Завод — Хилок    | 6105     | Хилок — Петровский Завод    |
| 6108     | Петровский Завод — Хилок    | 6107     | Хилок — Петровский Завод    |
| 6649     | Петровский Завод — Улан-Удэ | 6650     | Улан-Удэ — Петровский Завод |
| 6651     | Петровский Завод — Улан-Удэ | 6652     | Улан-Удэ — Петровский Завод |